# Kroučová
Kroučová település Csehországban, Rakovníki járásban. Kroučová Kozojedy, Milý, Kalivody, Třeboc és Řevničov településekkel határos. Lakosainak száma 281 fő (2024. január 1.).

## Népesség
A település lakosságának változását az alábbi diagram mutatja:
| Lakosok száma | 298  | 345  | 411  | 353  | 306  | 245  | 259  | 273  | 281  | 281  |
|               | 1869 | 1890 | 1921 | 1950 | 1980 | 2001 | 2017 | 2019 | 2022 | 2024 |